# E-Bike

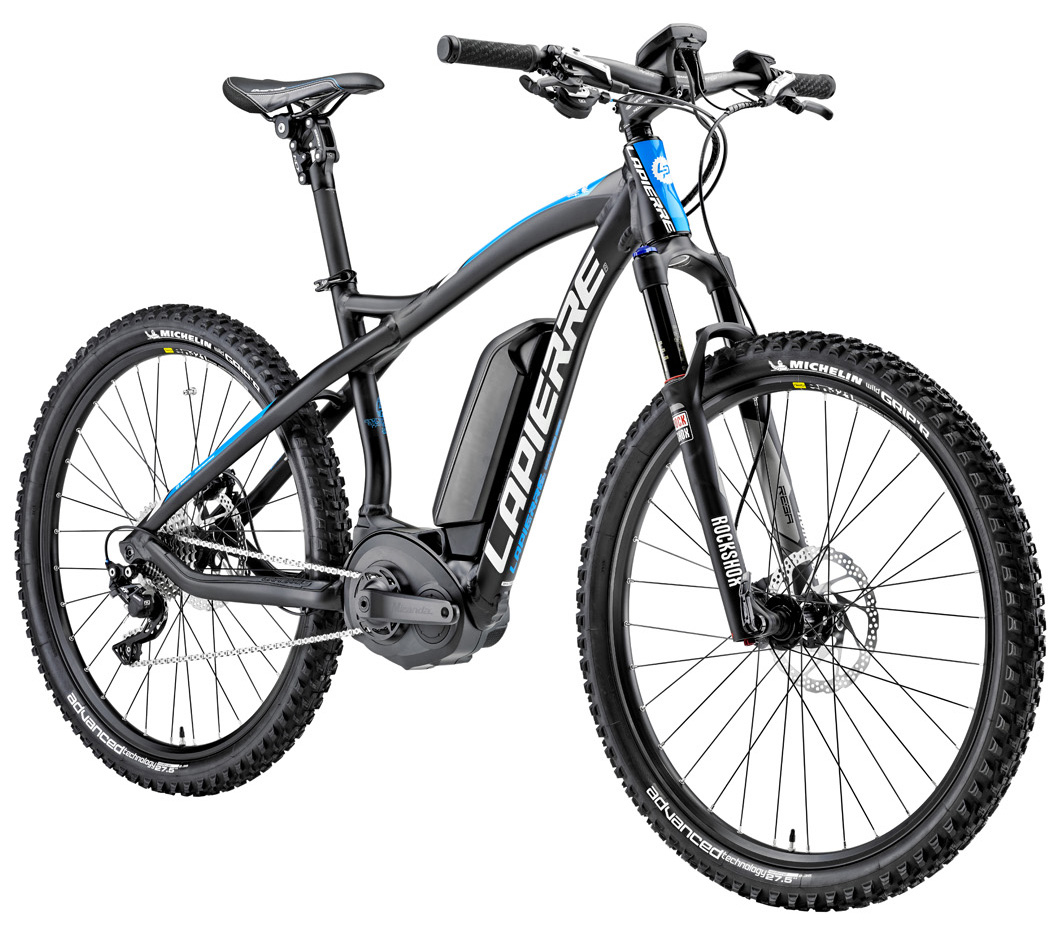
Pedelec Lapierre Overvolt HT 900 mit Bosch-Mittelmotor

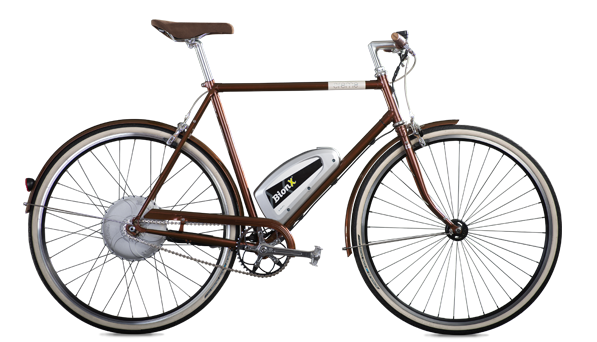
Pedelec mit Hinterradnabenmotor-Nachrüstsatz von BionX

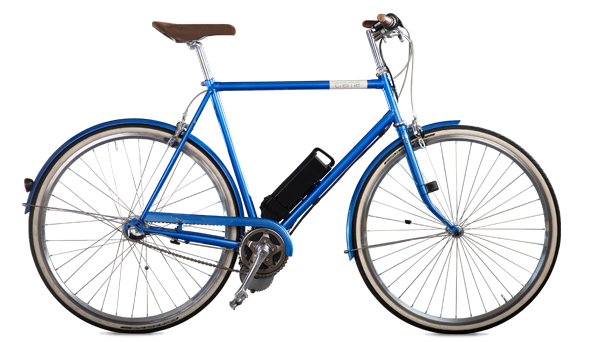
Pedelec mit Tretlagermotor-Nachrüstsatz von Sunstar P

Ein E-Bike (Abk. für englisch electric bike ‚Elektrorad‘) oder Elektrofahrrad ist ein Fahrrad mit elektrischem Hilfsmotor.
Insbesondere für die jeweiligen Nutzungs-Bestimmungen und -Bedingungen im öffentlichen Straßenverkehr u. a. in Deutschland ist hierbei allerdings folgende Unterscheidung in die drei Kategorien „Pedelec“, „S-Pedelec“ und „E-Bike“ vorzunehmen:
- Pedelec (als Akronym für englisch pedal electric bicycle ‚Pedal-Elektrofahrrad‘): Es ist  ein Fahrrad mit elektrischer Unterstützung der eingesetzten Muskelkraft bis 25 km/h, einer Unterstützung, die also stets ab der Geschwindigkeit von 25 km/h endet. Somit kommt der trittunterstützende Elektromotor nur zum Einsatz, wenn Muskelkraft und der eingebaute Motor für einen gemeinsamen Antrieb des E-Fahrrads sorgen, und sobald aufgehört wird zu treten, setzt auch die Unterstützung des Motors aus. Gleiches gilt, wenn eine Geschwindigkeit von 25 km/h erreicht wird. Zudem gilt für sie eine maximale Nenndauerleistung von bis zu 250 Watt. Mit Stand vom Juli 2025 wird hierbei allerdings bisher weder eine kurzfristige maximale Unterstützungsleistung am Antriebsrad noch ein maximales Unterstützungsverhältnis, d. h. ein  Maximalverhältnis zwischen Fahrerleistung und Motorleistung, vom Gesetzgeber vorgegeben,[2] was zunehmend auf Kritik stößt.[3]  In diese Kategorie fallen 95 % aller verkauften elektromotorisch unterstützten Zweiräder.[4] Umgangssprachlich werden gerade diese Pedelecs in Deutschland häufig als E-Bike tituliert.
- Beim S-Pedelec bzw. Speed-Pedelec kommt der unterstützende Elektromotor ebenfalls nur zum Einsatz, wenn Muskelkraft und der eingebaute Motor für einen gemeinsamen Antrieb des E-Fahrrads sorgen, und sobald aufgehört wird zu treten, setzt auch die Unterstützung des Motors aus. Allerdings erst wenn eine Geschwindigkeit von 45 km/h erreicht wird, setzt beim S-Pedelec die Unterstützung des Motors aus.[5]
- Ein echtes E-Bike ist demnach ein motorisiertes Fahrrad, das stets auf Knopfdruck und ohne Trittunterstützung fährt.

E-Bikes sind eine Form der Elektromobilität.

## Geschichte

### Ab Ende des 19. Jahrhunderts

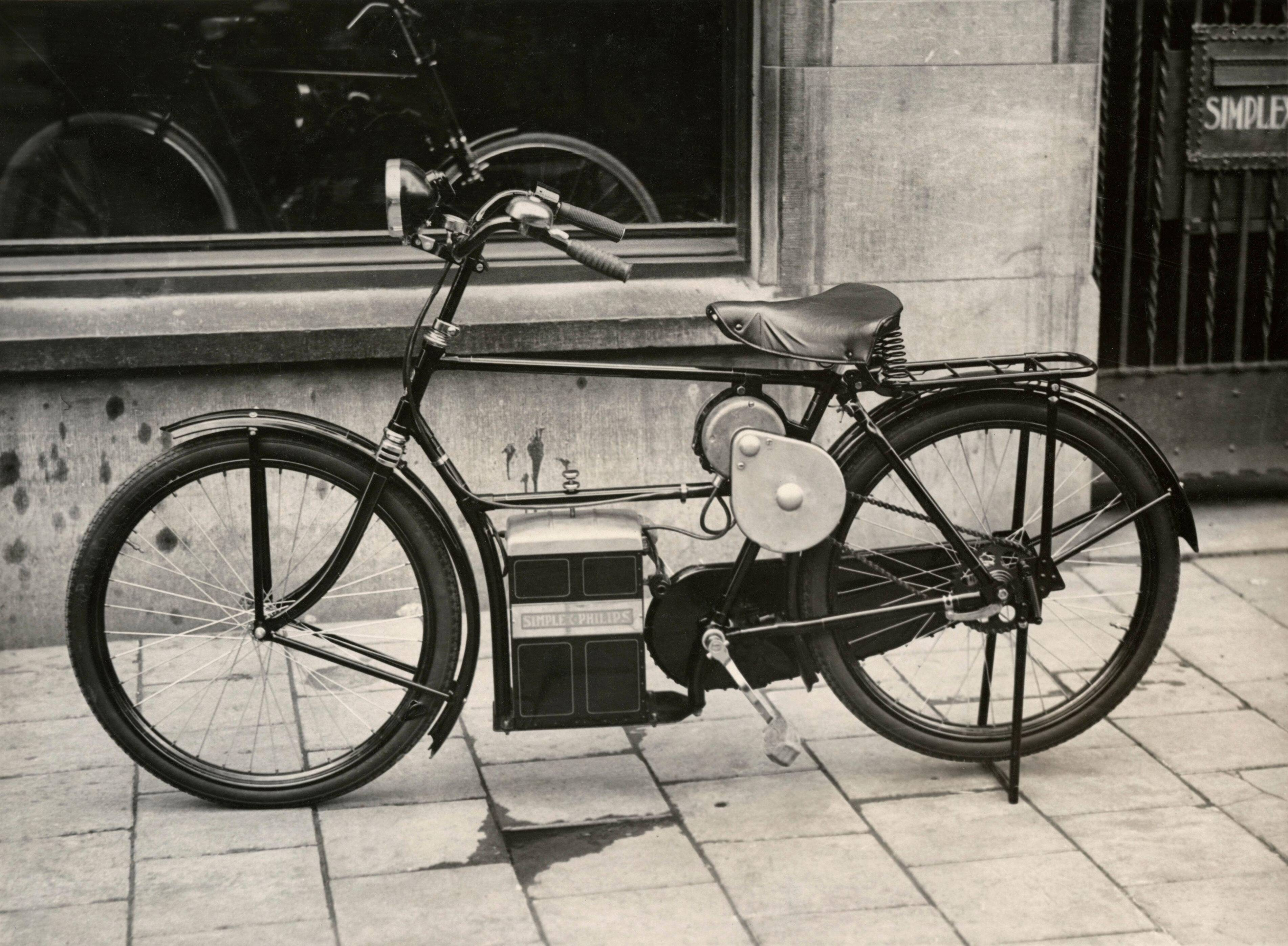
Simplex-Elektrofahrrad von 1932

Die ersten Fahrräder, die als E-Bike bezeichnet werden können, existierten bereits vor 1900, allerdings gab es diese Bezeichnung damals noch nicht.
1982 legte Egon Gelhard aus Zülpich den Grundstein für das heutige E-Bike-Prinzip mit einer praktischen Studie, dem Gelhard-E-Bike. Die Motorunterstützung ist abhängig von der Tretleistung und nur gegeben, wenn die Pedale sich drehen. Diese Idee wurde erstmals in einem Rad verwirklicht, mit dem 1990 an der Tour de Sol teilgenommen und die entsprechende Kategorie gewonnen wurde. Es stammte von Michael Kutter, der das Schweizer Unternehmen Velocity (zwischenzeitlich umfirmiert in Dolphin E-Bikes und im Januar 2014 in Konkurs gegangen) gründete, ab 1992 Prototypen auf den Markt brachte und 1995 zur Serienfertigung überging. Kutter ist der Erfinder der EVO-Steuerung (EVO steht für Electronic Variable Overdrive).

### Ab dem Jahr 1993

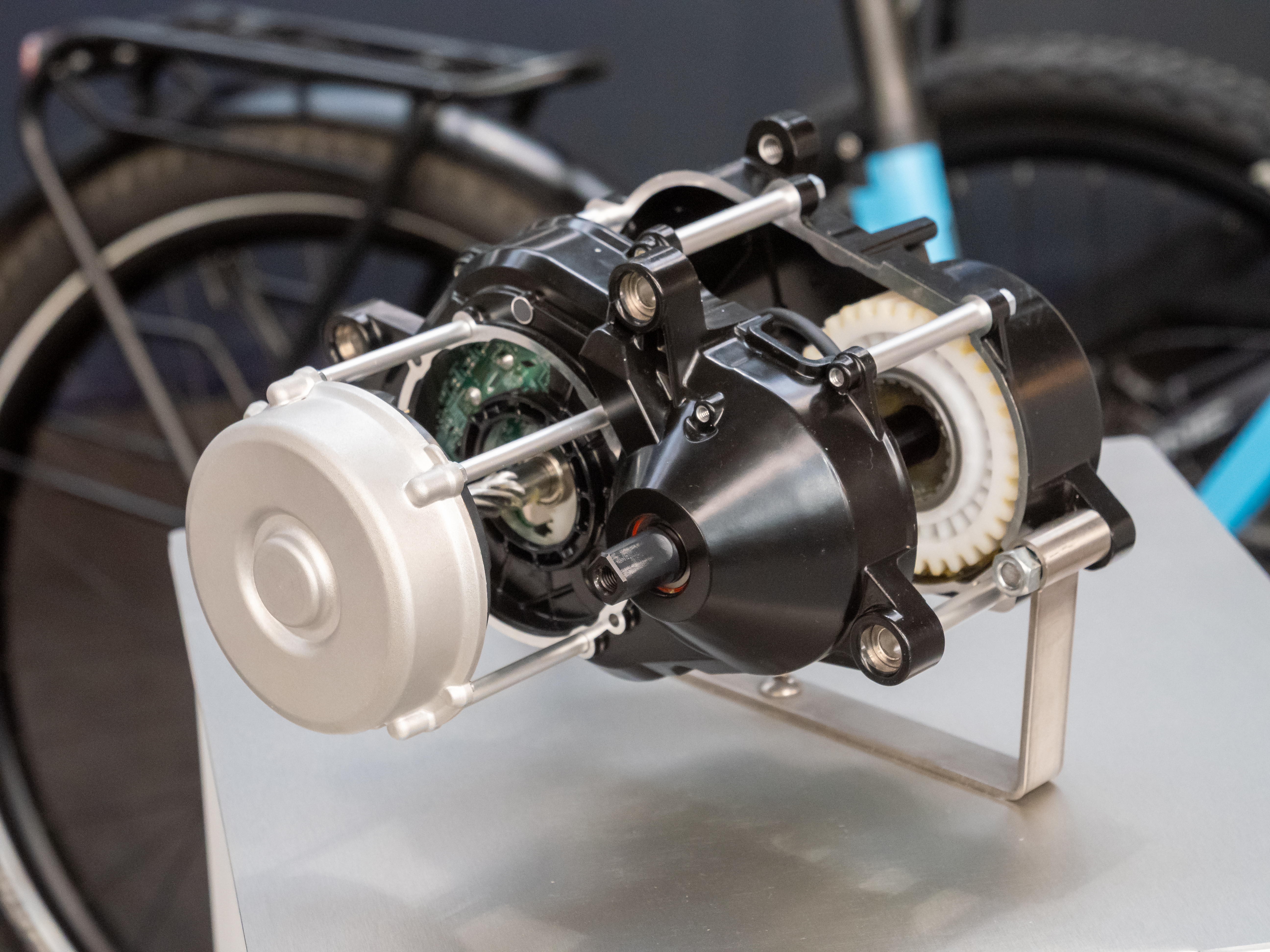
Explosionsmodell eines Mittelmotors von Panasonic Cycle Technology

Ab 1993 verschaffte das japanische Unternehmen Yamaha dem Pedelec unter dem Namen Power Assist größere Verbreitung in Japan. Yamaha führte die PAS-Steuerung ein (PAS steht für Power Assist System). Ab 1995 wurden die ersten Flyer des im selben Jahr gegründeten Schweizer Unternehmens BKTech (heute Flyer) in Kleinserie auf den Markt gebracht. Sie wurden auch außerhalb der Schweiz bekannt. In der Schweiz wurde der Markenname Flyer zu einem Synonym für das Pedelec.
Ende der 1990er Jahre beherrschten wenige große Fahrradhersteller (wie Merida, MKB/Yamaha, Kynast) den Markt.
2005 setzte durch den Einsatz der neuen und leichteren Lithium-Akkus nach einer fünfjährigen Flaute ein neuer Verkaufsboom ein. Dazu trugen auch Designveränderungen bei; die E-Bikes wurden „schicker“ und wirkten weniger als ein Mittel zur Rehabilitation.
Einige Hersteller (u. a. Victoria) verbauten das ursprüngliche Unterscheidungsmerkmal – nämlich den Gasdrehgriff – auch in E-Bikes. Allerdings musste bei diesen Rädern weiterhin getreten werden, damit sich die Motorunterstützung zuschaltete.
Von 2011 bis 2019 wurden die Antriebe auch kompakter: Bei manchen Antrieben sank die Größe um 50 % und das Gewicht um etwa 25 Prozent; dabei wird hier auch Magnesium eingesetzt.
In der Schweiz wurden im Jahr 2018 erstmals über 100.000 E-Bikes verkauft; rund jedes dritte verkaufte Fahrrad war ein E-Bike.
In Deutschland hat sich zwischen 2012 und 2016 die Anzahl der E-Bikes von 1,3 Millionen auf 2,8 Millionen mehr als verdoppelt; der Anteil der Elektrofahrräder war damit auf 13 % gestiegen.

### Ab dem Jahr 2020

#### Auswirkungen der  COVID-19-Pandemie
Die COVID-19-Pandemie mit Beginn im Jahr 2020 hatte auch deutliche Auswirkungen auf verschiedene Entwicklungen im europäischen Markt für E-Bikes und bei den Elektrofahrradherstellern:
Einerseits stieg u. a. in Deutschland deutlich die Nachfrage und der Absatz von Neufahrrädern insgesamt und auch besonders von E-Bikes stark an. Gleichzeitig hatten auch die Fahrradhersteller noch ausgeprägter als viele andere Branchen auch, nun stark mit starken Störungen der Lieferketten durch die Pandemiesituation zu kämpfen. Dabei wurde dann die hohe Nachfrage von vielen Fahrradverkäufern als Signal für eine auch zukünftig sehr hohe Nachfrage für ihre Produkte aufgefasst, ganz entsprechend den Mechanismen des Peitscheneffekts innerhalb der Modelle des Supply-Chain-Managements. Diese Einschätzung auf dauerhafte sehr hohe Verkaufs-Wachstumsraten erfüllte sich so nicht und dadurch herrschte in den Jahren 2023 und 2024 ein deutliches Überangebot an Neufahrrädern, was zu tendenziell geringeren Verkaufspreisen sowie zu hohen Lagerbeständen insbesondere bei Fahrradverkäufern aber dann auch zu Absatzproblemen und Liquiditätsengpässen bei den Fahrradherstellern führte. Dadurch bedingt ist im Sektor der Fahrradindustrie zwischen 2023 und 2025 eine überdurchschnittlich hohe Anzahl an Insolvenzen, Eigentümerwechseln bzw. Buchwertberichtigungen zu verzeichnen.

#### Verkaufszahlen und Bestand ab dem Jahr 2020

Entwicklung der Absatzzahlen für E-Bikes im Vergleich mit Fahrrädern ohne Tretunterstützung

- „Zum Jahresanfang 2020 besaßen 4,3 Millionen Haushalte in Deutschland mindestens ein Elektrofahrrad.“[25] Bedingt durch die COVID-19-Pandemie stieg der Absatz von Fahrrädern überhaupt und hier besonders von E-Bikes stark an,[21] es wurden 1,95 Millionen E-Bikes verkauft. Auch 2021 erreichte der Absatz unter Lieferschwierigkeiten der Fahrradindustrie annähernd 2 Millionen.[26]
- Ende 2022 betrug der Elektrofahrrad-Bestand in Deutschland rd. 9,8 Mio. Stück[27] und 2023 wurden erstmals mehr Fahrräder mit als ohne Tretunterstützung abgesetzt. Dies lag allerdings an einem deutlichen Rückgang der verkauften herkömmlichen Fahrräder. Der Absatz von E-Bikes blieb von 2020 bis 2023 auf ähnlichem Niveau.[21]
- Die Anzahl der Elektrofahrräder, die Ende des Jahres 2024 auf deutschen Straßen unterwegs gewesen sind, wird mit Stand März 2025 nun auf rund 15,7 Millionen Stück taxiert.[28] Die deutliche Neubewertung und damit deutliche Anhebung der Schätzung des Zweirad-Industrie-Verbands (ZIV) beruht darauf, dass E-Bikes nach dortiger Erkenntnis länger genutzt werden, d. h. es bleibt ein größerer Anteil der jemals verkauften Modelle weiterhin im Einsatz. Bislang ging man für E-Bikes in Deutschland von einer durchschnittliche Nutzungsdauer von vier bis fünf Jahren aus, diese Schätzung wurde nun auf acht bis neun Jahre angehoben. Die Gründe dafür werden in einer verbesserten Qualität der Komponenten, insbesondere der Akkus und Motoren, gesehen. Im Jahr 2024 blieb der Anteil der in Deutschland verkauften Elektrofahrräder mit 53 % auf dem Niveau des Jahres 2023. Insgesamt wurden 2024 in Deutschland 2,05 Mio. Elektrofahrräder und 1,8 Mio. Fahrräder verkauft, in Summe 3,85 Millionen.[29]

## Begriffliche Entwicklung
Der Begriff Pedelec wurde ursprünglich für jene Elektrofahrräder verwendet, die ihren Motor ausschließlich durchs Treten des Fahrers elektrisch zuschalten. Davon abgegrenzt wurden die E-Bikes, bei denen sich die Fahrgeschwindigkeit auch unabhängig vom Treten, etwa ausschließlich per Drehgriff am Lenker, regulieren lässt. Landläufig wird diese Definition oft nicht angewendet. Einerseits bezeichnen immer mehr Händler ihre Pedelecs als E-Bikes, andererseits haben Pedelecs vermehrt auch Anfahrhilfen, die es ermöglichen, auch ohne zu treten, per Drehgriff zu beschleunigen.
Seit Motorräder auch mit Elektromotoren verfügbar sind, wird der Begriff E-Bike auch für das Elektro-Motorrad verwendet.
Eine eindeutige Abgrenzung der Begriffe E-Bike und Pedelec ist schwierig, da sich allgemeiner Sprachgebrauch und Definitionen aus Richtlinien und Verordnungen nicht decken. Pedelec (und auch S-Pedelec) bezeichnet im Sinne der Richtlinien und Verordnungen ein Fahrrad mit Tretkurbel und Elektromotor, während das E-Bike auch Krafträder ohne Tretkurbel einschließt.
Der Begriff E-Bike ist also eine Sammelbezeichnung für Fahrräder und Krafträder (ein- oder mehrspurig), die einen Elektromotor haben, unabhängig von Vorhandensein und Nutzung einer Tretkurbel oder eines Gasgriffs, und unabhängig von Motorleistung und möglicher Maximalgeschwindigkeit.

## Elektroantrieb

### Allgemein
Elektrofahrräder unterscheiden sich von einem gewöhnlichen Fahrrad durch einen zusätzlichen Elektromotor, eine Antriebsbatterie, eine Steuerelektronik für den Motor sowie ggf. einen Sensor für die Kurbelbewegungserkennung. Der Elektromotor kann als Vorderrad-, Hinterrad- oder Mittelmotor verbaut werden. Zudem gibt es das vorwiegend im Nachrüstbereich angebotene sog. Reibrollenkonzept, bei dem ein Außenläufermotor die Kraft direkt auf den Reifen überträgt. Die meisten Modelle verfügen darüber hinaus über eine Batterieladeanzeige und eine Motorkrafteinstellung, entweder stufenlos oder in Unterstützungsstufen eingeteilt. Je nach Gewicht, Motorisierung und Akkuunterbringung werden auch Komponenten wie Rahmen und Bremsen angepasst. Wichtige Leistungsmerkmale beim jeweiligen Elektroantrieb sind dabei einerseits das maximale Leistungsvermögen, gemessen in Watt, und des Weiteren das jeweils technisch zur Verfügung stehende höchste maximale Verhältnis zwischen Fahrerleistung und Motorleistung, Stichwort „Unterstützungsverhältnis“, gemessen in Newtonmeter (Nm).
In der Entwicklung war 2016 ein Brennstoffzellenfahrzeug. Eine Erstserie von 60 Fahrrädern wurde 2017 verkauft.

### Vernetzung
Mit Steigerung der Popularität sowie der Ausstattung von Elektrofahrrädern und im Rahmen der allgemein zunehmenden Alltags-Digitalisierung sehen sich die Hersteller von Elektroantrieben aufgefordert, vernetzende und smarte Funktionen in Ihre Elektroantiebssysteme einzufügen. So hat beispielsweise der Hersteller Bosch-eBike-Systems im Jahr 2022 seine Produktpalette um ein entsprechendes smartes System rund um die neu entwickelte „eBike-Flow-App“ ergänzt, bei dem u. a. alle Komponenten wie z. B. die Drive Unit, der Akku und das Display voll vernetzt sind und Möglichkeiten bestehen, diese Systeme direkt mit verschiedenen Onlinediensten, wie beispielsweise eines Routenplaners, einer Navigations-App oder einem Tourenverzeichnis von Outdoor-Navigationsanbietern, von digitalen Wegfahrsperren sowie von smarten Fitness- und Sportuhren bzw. Fitness Trackern oder auch mit Smartwatches zu koppeln. Auch andere Hersteller von Elektroantrieben, wie u. a. Shimano, Yamaha etc. sind in dieser Hinsicht aktiv geworden.

### Lebensdauer des Akkumulators

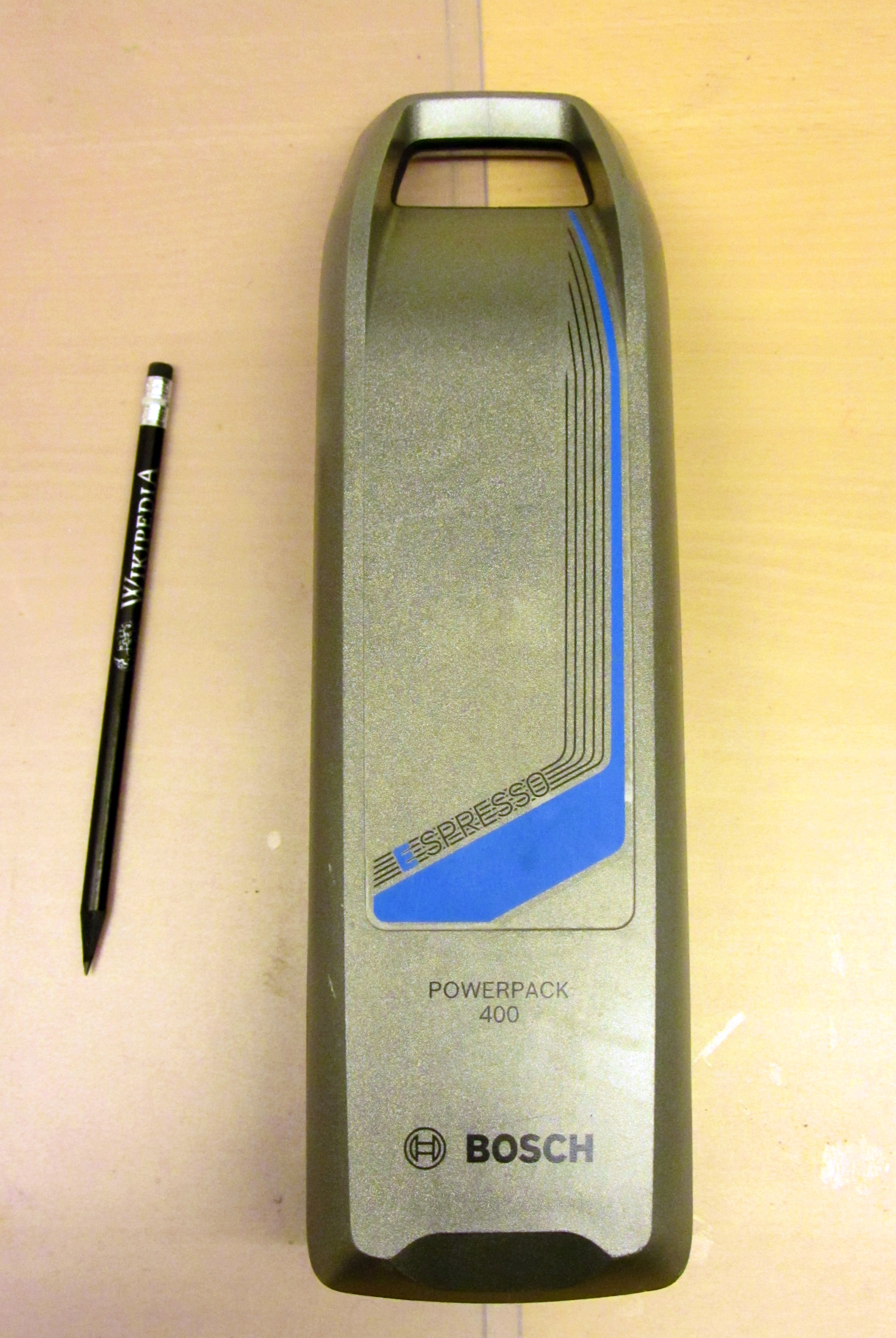
Bosch-Li-Ion-Akku „Powerpack 400“ (36 V, 11 Ah, ca. 400 Wh) für Bosch-Pedelecs

Die Kapazität des Akkumulators ist nach einer bestimmten Anzahl von Lade-Entlade-Zyklen erschöpft, so dass die Reichweite zu weit absinkt. Wie viele Zyklen er ermöglicht, hängt von der Chemie des Akkus, der Qualität der verwendeten Steuerungs- und Ladeelektronik sowie vom Nutzungsverhalten des Benutzers ab. Der meist verwendete Lithium-Cobaltdioxid-Akkumulator wird mit rund 500 Zyklen angegeben, was der ADAC für Batterien zweier namhafter Hersteller im Oktober 2015 bei einem Test nach 500 Voll-Ladezyklen (bei mindestens 80 % der Gesamtkapazität) als untere Grenze bestätigte. Beim eher selten verwendeten Lithium-Eisenphosphat-Akkumulator sind Zyklenzahlen bis über 1000 möglich; danach hat sich die Kapazität auf ca. 60 % verringert. Fortgeschrittene Batteriemanagementkonzepte mit Konditionierung einzelner Zellen im Betrieb erhöhen die Lebensdauer der Akkus. Sie sind insbesondere bei hochwertigen lithiumbasierten Akkus zu finden.

#### Wie E-Bike Akkus eine längere Lebensdauer behalten
Es gibt dabei viele Publikationen bzw. Ratgeber, wie E-Bike Akkus eine längere Lebensdauer behalten Untersuchungen zufolge haben Li-Ionen-Akkus eine wesentlich längere Lebensdauer, wenn sie öfters zwischendurch nachgeladen werden, statt einen Akku stets komplett zu leeren und ihn danach wieder vollständig zu laden. Durch regelmäßiges Teilladen bei weitestgehender Vermeidung von Komplett-Entladungen lässt sich die angegebene Zahl der Ladezyklen in etwa verdoppeln. Mehrere Teilladungen zählen dabei aber nur anteilig als Ladezyklus. Weiterhin spielt die Umgebungstemperatur beim Laden und Lagern der Akkus eine nicht unbedeutende Rolle. In der Regel gilt hier Zimmertemperatur als Richtlinie; ideal sind Werte um 10 °C. Auch sollten Li-Ionen-Akkus weder im voll geladenen noch im leeren Zustand längere Zeit ungenutzt gelagert werden. Ideal ist ein etwa 50%iger Ladezustand. Die Lebensdauer von E-Bike-Akkus liegt derzeit bei zwei bis fünf Jahren (Stand: November 2020). Fällt die Leistung auf 50 % der ursprünglichen Kapazität, empfiehlt sich der Akku-Austausch.

#### Den Akku eines E-Bikes testen
Eine jeweils aktuelle Leistungs-Prüfung eines E-Bike-Akkus lässt sich natürlich stets in einer entsprechenden Fachwerkstatt z. B. im Rahmen einer jährlichen Rad-Inspektion bzw. -Wartung durchführen. Allerdings:
- Will man selbst sehr präzise eine Messung durchführen,[44][45] so nutzt man dafür am geeignetsten ein analoges bzw. digitales Multimeter. Eine jeweilige Bedienkonsole, die mittlerweile den meisten neuen E-Bikes zugehörig ist, zeigt eher nur oberflächliche Informationen dazu.
- Anzeichen für einen defekten Akku lassen sich leicht an folgenden Auffälligkeiten erkennen:[46]
  - Der Akku überhitzt sich.
  - Der Akku hält die Ladung nicht.
  - Der Akku scheint eine schlechte Verbindung mit dem Motor zu haben.
  - Bei der Ladungsanzeige des Akkus bestehehen Unregelmäßigkeiten.
- Beabsichtigt man einen Kauf eines gebrauchten Akkus, so kann man beispielsweise für Bosch-E-Bike-Akkus anhand der jeweiligen Akku-Seriennummer online prüfen,[47] ob dort Informationen zu vorangegangenem unsachgemäßem Gebrauch des Akkus vorliegen.

## Nutzungen

### Einführung

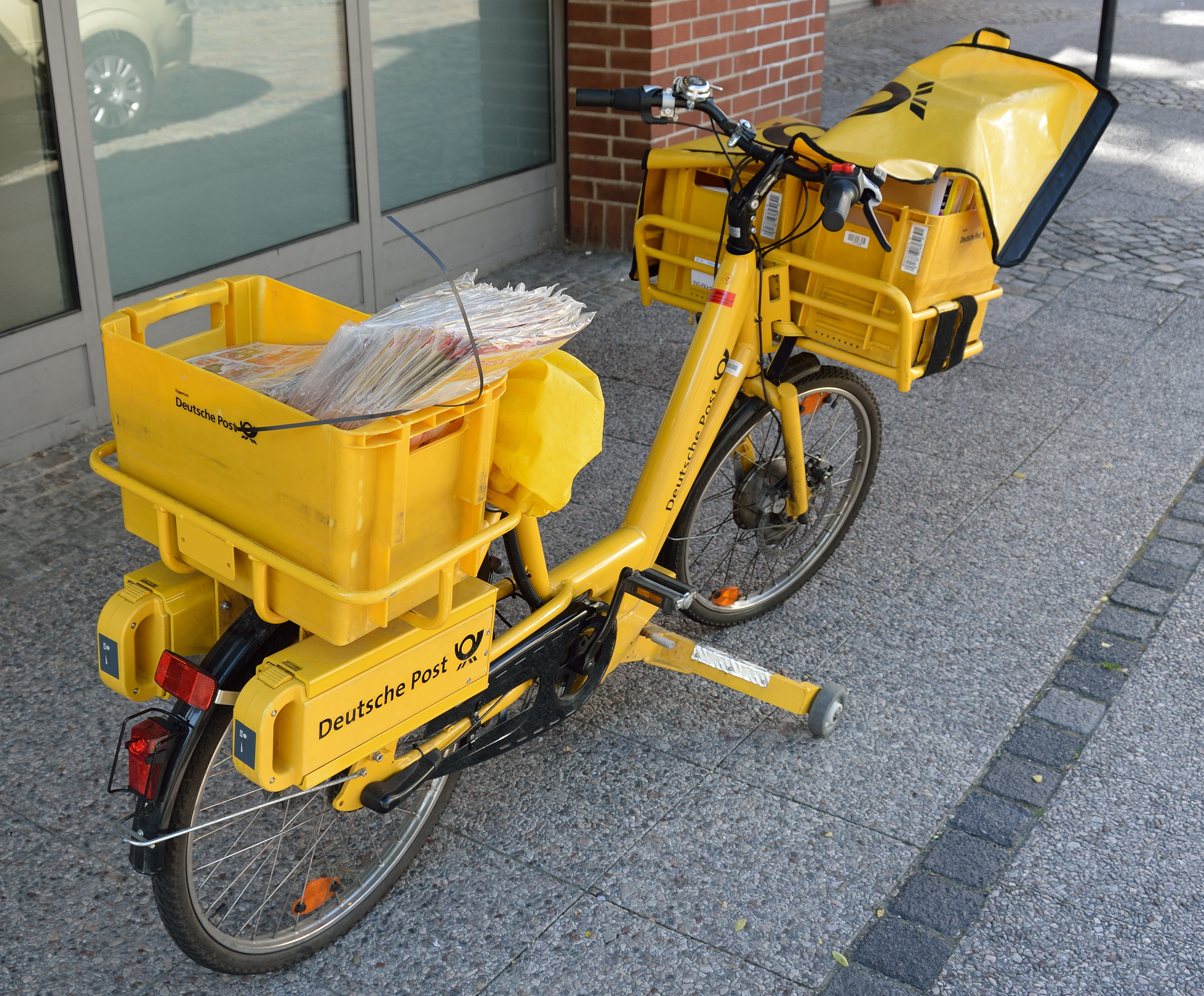
Elektrofahrrad der Deutschen Post in Braunschweig

Durch die Nutzung eines Elektrofahrrads ergeben sich verschiedene Vorteile (in der Regel höhere Durchschnittsgeschwindigkeit als bei konventionellen Fahrrädern; u. U. innerorts sogar höher als von PKW; je nach Kondition des Fahrers größerer Aktionsradius).
Von Vorteil sind die geringeren Emissionen (nur geringe Schallemission) im Vergleich zu anderen motorisierten Verkehrsmitteln, insbesondere zu Fahrzeugen mit Verbrennungsmotoren, sofern E-Bikes oder Pedelecs alternativ zu diesen genutzt werden.
Die Anschaffungskosten sind erheblich höher als für ein herkömmliches Fahrrad, Mofa bzw. Motorrad. Dazu kommt neben den Kosten für normalen Verschleiß auch der eventuelle spätere Austausch des Akkumulators. Im Vergleich zu anderen Verkehrsmitteln sehr gering sind dagegen die Stromkosten von wenigen zehn Cent pro 100 km.

### Reichweite

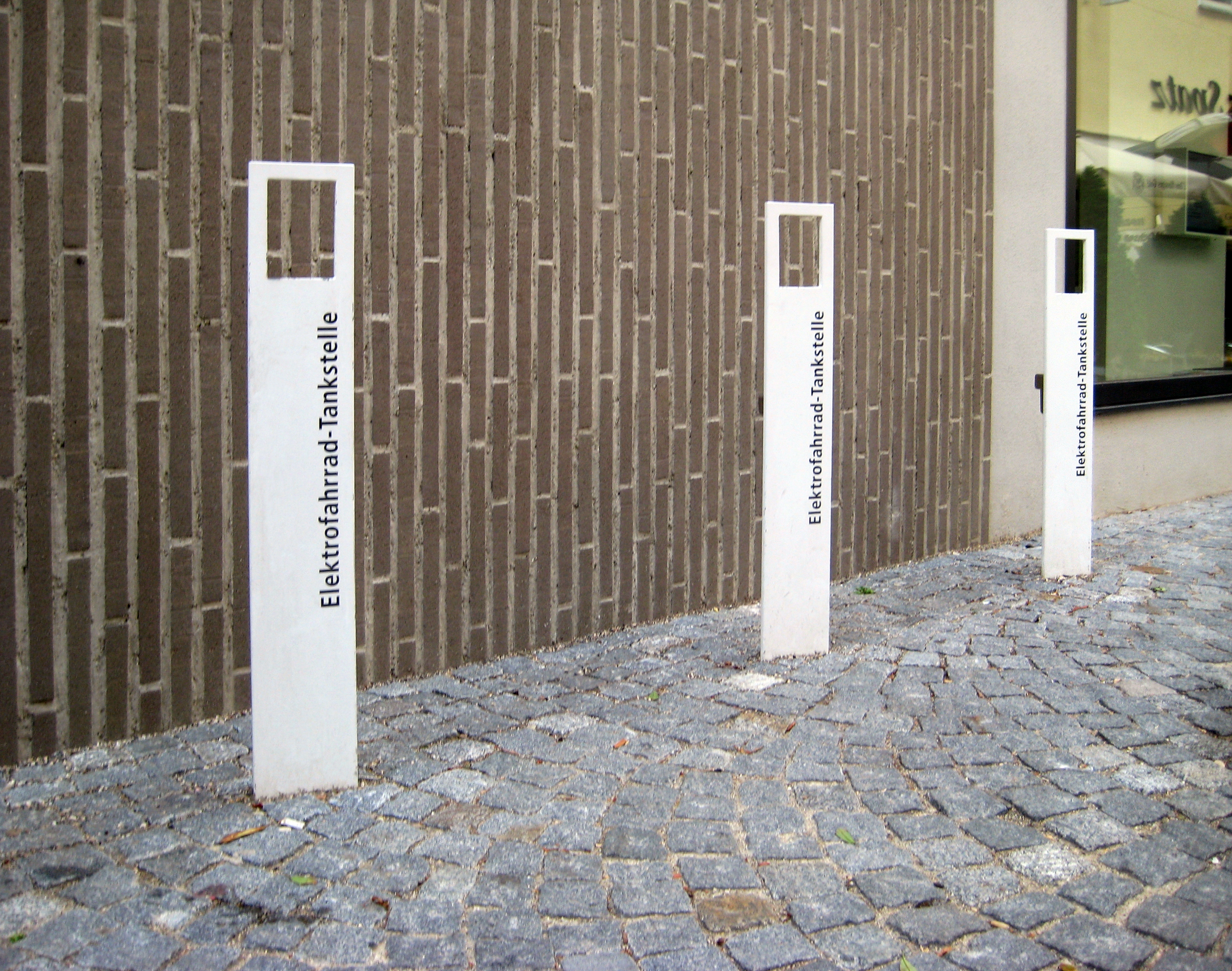
Elektrofahrrad-Tankstelle in der Brautgasse am Ulmer Münster

Ein Akku mit einer Kapazität von 10 Ah bei einer Spannung von 36 V (Masse 1,9–5,1 kg) hat einen Energieinhalt von ca. 36 V × 10 Ah = 360 Wh (entspricht dem Energiegehalt von 32 g Benzin). Die Umwandlung elektrischer Energie in mechanische Arbeit erfolgt, abhängig vom Wirkungsgrad des Motors und der Motorsteuerung, unter Wärmeverlust. Typischerweise entstehen dabei Verluste von etwa 25 Prozent. Somit könnte ein E-Bike mit einem 70-kg-Fahrer (Gesamtmasse ≈100 kg) rein rechnerisch bei 1,4 % Steigung 21 km weit mit Batteriestrom fahren – wobei dieses Rechenbeispiel in der Praxis niemals relevant wird, weil der Fahrer eines Pedelecs stets selber mittreten muss. Die gesamte Reichweite ist von sehr vielen Faktoren (Gewicht, Steigung, Größe des Akkumulators, Reifendruck, gewählter Unterstützungsmodus usw.) abhängig. Es ist daher fast nicht möglich, eine allgemeingültige Reichweite anzugeben. Grob überschlagen liegt diese beim aktuellen Stand der Technik in Abhängigkeit all dieser Faktoren zwischen weniger als 40 und bis zu mehr als 120 km. (Diese Einschränkung des Aktionsradius gilt nur für jenen Fahrbetrieb, in dem eine Motorunterstützung zur Verfügung steht.) Bei einigen Modellen sind standardmäßig zwei nacheinander zuschaltbare Akkus in Gepäcktaschen untergebracht.
Nur bei Radnabenmotoren mit Direktantrieb (ohne Freilauf) ist eine Rückspeisung (Rekuperation) möglich. Hier wird wie bei einem Dynamo die kinetische Energie beim Bremsvorgang in elektrische Energie zum Laden genutzt. Dadurch kann im Stadtverkehr oder Hügelgebiet die Reichweite deutlich erhöht werden, zudem wird die Bremse geschont. In unabhängigen Tests (2012) wurde die Reichweite als um 11 % vergrößert ermittelt.
Auch die Außentemperatur beeinflusst die Reichweiten um ähnlich hohe Faktoren. Insgesamt werden die Einflüsse (bei gleicher Akku-Kapazität) als so vielfältig beschrieben, dass z. B. laut Derby Cycle „die größte erzielte Reichweite bis zu 7× größer als die niedrigste Reichweite sein kann“.
Ein Akkuladezyklus dauert je nach Modell und Ladegerät mehrere Stunden. Bei vielen Modellen ist ein Akkuwechsel in wenigen Sekunden möglich.

## Sicherheit
Für E-Bikes gelten vorgegebene technische Voraussetzungen, um rechtlich weiterhin als Fahrrad zu gelten und entsprechende Sicherheitsansprüche zu erfüllen. Bei schnellen Pedelecs (Unterstützung bis maximal 45 km/h) ergeben sich durch die höheren Geschwindigkeiten zusätzliche Risiken. So kann es z. B. bei Überholmanövern zu Fehleinschätzungen der Geschwindigkeit kommen. Um die Folgen solcher kritischen Situationen zu verdeutlichen, hat die Unfallforschung der Versicherer (UDV) ein Forschungsprojekt mit Fahrversuchen, technischen Prüfungen und Crashtests durchgeführt.
Für die Sicherheit von E-Bikes sind regelmäßige Inspektionen ausschlaggebend, bei denen in jedem Fall die Festigkeit von Vorbau und Lenker, die Funktion der Bremsen und der Sitz von Schrauben an Motor und Kette geprüft werden sollte.
Bei Akkubränden – z. B. nach Explosion des Akkus – sind wie auch beim Elektroauto spezielle Behältnisse für den Abtransport erforderlich.

## Umweltrelevanz
Zur Frage, wie umweltfreundlich E-Bikes tatsächlich sind, gibt es Stand 2025 zahlreiche Publikationen. Für die Ökobilanz maßgeblich ist die CO2-Menge, die durchschnittlich während des Lebenszyklus des Produkts (Produktion, Ladestrom im Betrieb, Lebendauer einzelner Komponenten etc.) im Verhältnis zur durchschnittlichen Gesamtfahrstrecke.
- Natürlich sind das Auto und das E-Bike dem Fahrrad in der Ökobilanz deutlich unterlegen: Berechnet man den Ausstoß der jeweiligen Fahrzeugart pro 100 km, liegt das Fahrrad klar vorn, denn das Fahren per Muskelkraft erspart der Erdatmosphäre im Vergleich zum Auto zwischen 13 und 32 Kilogramm CO2 pro 100 km. Aber im Vergleich zum Auto kommt auch das E-Bike sehr gut weg:[59] Während ein Pedelec rund 0,7 Kilogramm CO2 pro 100 Kilometer emitiert, sind es beim Auto zwischen 13 und 32 Kilogramm.
- Bereits nach rund 1.850 Kilometern, die mit dem E-Bike anstatt mit dem Auto zurückgelegt werden, sind kalkulatorisch die durchschnittlichen CO2-Emissionen einer E-Bike-Produktion wieder ausgeglichen.[59]
- Der Hauptteil der CO2-Emissionen von Fahrrädern und E-Bikes stammt aus der Produktion, hinzu kommen die langen Verschiffungswege, da die meisten Komponenten in Asien hergestellt werden. Durch die sorgfältige Pflege aller Komponenten lässt sich die Ökobilanz eines E-Bikes weiter verbessern. Gerade Akkus und Motoren können ihre Laufleistung bei guter Pflege optimieren – bei fahrlässigem Umgang sterben die empfindlichen Bauteile weitaus eher.

### Akkuproduktion
Bei der Herstellung von E-Bikes hat speziell auch die Akkuproduktion und spätere Entsorgung Auswirkungen auf die Umwelt. Wobei Herstellung und Entsorgung des Akkus laut Umweltbundesamt  nach circa 150 bis 300 Kilometern, die man mit dem E-Bike anstatt mit dem Auto fährt, die CO2-Emissionen des Akkus ausgeglichen sind. Bei der Produktion werden pro kWh etwa 55 Kilogramm CO2 in die Atmosphäre geblasen – bei einem durchschnittlichen 500 Watt-Akku immerhin gute 27 Kilogramm des schädlichen Gases. Ein weiterer Umweltfaktor ist der für die Akku-Produktion in der Regel notwendige Abbau von Lithium, mit dem oft heftige Umweltschäden einhergehen. Recyclingtechnologien ermöglichen es immerhin, die in ausgedienten Lithium-Ionen-Akkus von E-Bikes enthaltenen Wertstoffe und Batterierohstoffe wie Stahl, Cobalt und Kupfer zurückzugewinnen und dem Stoffkreislauf wieder zuzuführen. Die Europäische Batteriedirektive schreibt eine 50%ige Akku-Abgabe bei ausgewiesenen Sammel- und Rücknahmestellen vor. Eine Kontrolle dessen ist schwierig.

## Rechtliche Begriffsbestimmungen in einigen Ländern
In anderen als den folgend genannten Ländern können für Pedelecs, E-Bikes, Elektrofahrräder andere Definitionen und Bestimmungen gelten.

### Deutschland
Rechtlich unterschieden werden in Deutschland folgende Kategorien von Elektrorädern:

#### Pedelec – dem Fahrrad gleichgestellt

Zusatzzeichen 1022-13
E-Bikes frei

Alle Elektroräder, d. h. Pedelecs, die ab 6 km/h eigenes Treten voraussetzen, mit einem elektromotorischen Hilfsantrieb mit einer Nenndauerleistung von höchstens 250 Watt ausgestattet sind, dessen Unterstützung sich mit zunehmender Fahrzeuggeschwindigkeit progressiv verringert und bei spätestens 25 km/h oder, wenn der Fahrer im Treten einhält, automatisch abschaltet. Diese sind keine Kraftfahrzeuge und werden genauso behandelt wie ein Fahrrad, fallen aber als Pedelec unter die europäische Maschinenrichtlinie. Es gelten dieselben Vorschriften bzgl. Radwegebenutzung. Es besteht keine Kennzeichen-, Haftpflichtversicherungs-, Führerschein- und Helmpflicht. Auch kommt keine verschuldensunabhängige Haftung des Fahrers für betriebsbedingte Schäden in Betracht. In diese Kategorie fallen 95 % aller verkauften elektromotorisch unterstützten Zweiräder.

#### Geltung von darüber hinausgehenden Bestimmungen und Vorgaben
- E-Bike (Kleinkraftrad, Mofa, Leichtmofa): Alle Elektroräder, die höchstens 25 km/h fahren können und keinerlei eigenes Treten voraussetzen, sind entsprechend StVO E-Bikes („Einsitzige zweirädrige Kleinkrafträder mit elektrischem Antrieb, der sich auf eine bauartbedingte Geschwindigkeit von nicht mehr als 25 km/h selbsttätig abregelt“[66]). Die Zusatzzeichen für Mofas gelten nicht für E-Bikes und umgekehrt. Sie müssen die Fahrbahn benutzen, aber „Außerhalb geschlossener Ortschaften darf man mit Mofas und E-Bikes Radwege benutzen.“[67] bezüglich Fahrerlaubnis-Verordnung (FeV) entsprechen sie Mofas und sind damit nicht fahrerlaubnispflichtig,[68] benötigen aber eine Prüfbescheinigung zum Führen von Mofas.[69] Betriebserlaubnis, Kfz-Haftpflichtversicherung und Versicherungs-Kennzeichen sind notwendig und es besteht Helmpflicht. Liegt die bauartbedingte Höchstgeschwindigkeit bei maximal 20 km/h, handelt es sich nach StVRAusnV um die Untergruppe der Leichtmofas und ist von der Helmpflicht befreit.
- S-Pedelec, Kleinkraftrad: Alle Elektroräder, deren Elektromotor eine maximale Nenndauerleistung von 4 kW und eine bauartbedingten Höchstgeschwindigkeit von maximal 45 km/h haben, sind Kleinkrafträder.[70] Dazu gehören Pedelec-Importe, die auf eine Geschwindigkeit von 30 km/h ausgelegt sind, als auch Speed-Pedelecs – diese sind gemäß Verordnung (EU) 168/2013[71] bei Geschwindigkeit und Leistung (4 kW) ebenso wie Elektroroller begrenzt, zusätzlich aber durch eine Tretkraftunterstützung von 400 %.[72][73] Bei einer Tretleistung von 200 W steht damit 1 kW zur Verfügung, das ist bei aufrechter Sitzposition gerade ausreichend für 45 km/h.[74]
Kleinkrafträder sind Fahrzeuge der EG-Fahrzeugklasse L1e. Sie benötigen eine Betriebserlaubnis, Kfz-Haftpflichtversicherung und Versicherungs-Kennzeichen. Der Fahrer braucht eine Fahrerlaubnis und es besteht Helmpflicht.[75][76] Auch wenn kein eigenes Treten erforderlich ist, handelt es sich um ein Fahrrad mit Hilfsmotor.
- Kraftrad, Leichtkraftrad: Liegt die bauartbedingte Höchstgeschwindigkeit über 45 km/h, handelt es sich um ein Kraftrad[77] (E-Motorrad).
Wenn die Nennleistung des E-Motors unter 11 kW liegt, so handelt es sich um die Untergruppe der Leichtkrafträder.[78]
 Betriebserlaubnis, amtl. Kennzeichen, TÜV, Kfz-Haftpflichtversicherung, entsprechende Motorrad-Fahrerlaubnis usw. sind vorgeschrieben.

Eine Reihe von Herstellern bietet ein Mofatuning/Fahrzeugtuning an, das die jeweilige Drosselung (Abregelung) bei bestimmten Geschwindigkeiten ausschaltet. Derart veränderte Fahrzeuge fallen nicht mehr in die ursprüngliche Kategorie. Sie sind daher versicherungspflichtig gemäß § 1 PflVG. Die Nutzung im öffentlichen Raum ohne Kfz-Versicherung ist demnach eine Straftat (§ 6 PflVG).
Pedelecs die durch Bausätze, Eigenbau oder Modifikation bewirkte Geschwindigkeiten von über 25 km/h erreichen, führen bei polizeilicher Überprüfung gegebenenfalls zu Beschlagnahmung des Fahrzeugs und Strafanzeige wegen Fahrens ohne Fahrerlaubnis und/oder ohne Versicherungsschutz.
Nach der Neufassung der StVO von 2013 wurde anfangs die Zuordnung zu Fahrzeugkategorien teils anders als heute gehandhabt, was rechtliche Unsicherheiten barg.

### Österreich (StVO und KFG)
Nach § 2 Abs. 1 Z 22 der StVO 1960 werden zwei Arten von Elektrofahrrädern unterschieden:
- lit. „b) ein [Fahrrad], das zusätzlich mit einem elektrischen Antrieb gemäß § 1 Abs. 2a KFG 1967 ausgestattet ist (Elektrofahrrad)“ (demnach Hybrid-Antrieb nach Definition Pedelec)
- lit. „d) ein elektrisch angetriebenes Fahrzeug, dessen Antrieb dem eines Elektrofahrrads im Sinne des § 1 Abs. 2a KFG 1967 entspricht“ (demnach ein nur-elektrischer Antrieb)

Nicht als Kraftfahrzeuge nach § 1 Abs. 2a KFG gelten Elektrofahrräder – gleichgültig ob hybrid (Pedelec) oder ausschließlich elektrisch angetrieben – als Fahrräder im Sinne der StVO 1960 mit
1. einer höchsten zulässigen Leistung von nicht mehr als 250 Watt
2. einer Bauartgeschwindigkeit von nicht mehr als 25 km/h

Sofern vorstehende Kriterien nicht überschritten sind, gilt daher nach österreichischem Recht ein solches Elektrorad/Pedelec nicht als Elektrokraftrad und benötigt deshalb weder Typengenehmigung noch Fahrzeuganmeldung noch einen Führerschein durch den Benutzer. Wie für normale (allein muskelbetriebene) Fahrräder gelten auch für Elektrofahrräder die Vorschriften der Fahrradverordnung. Für das Lenken dieser gelten dieselben StVO-Bestimmungen wie für muskelbetriebene Fahrräder, u. a. die Radwegbenützungspflicht mit einspurigen Fahrrädern unter 170 cm Radstand. Für deren (kommerzielles) In-Verkehr-Bringen gelten die Produkthaftungsbestimmungen.
Schnelle Pedelecs (mit Tretunterstützung bis zu 45 km/h) waren als Fahrräder in Österreich zunächst umstritten. Im Laufe der Jahre wurden sie jedoch zugelassen. Sie werden Pendlern empfohlen, weil die Motorunterstützung noch stärker ist als die der abgeregelten Räder.

### Schweiz
In der Schweiz gilt ein E-Bike mit einem maximal 500 Watt starken Motor, der bis zu einer Höchstgeschwindigkeit von 25 km/h unterstützt, rechtlich als Leicht-Motorfahrrad. Ein Fahrrad mit einer Höchstgeschwindigkeit von bis zu 45 km/h (S-Pedelec) gilt rechtlich als Mofa mit Führerschein- und Mofa-Kontrollschild-Pflicht.
In Hinblick auf die Regeln im schweizerischen Straßenverkehr werden E-Bikes und Pedelecs den Fahrrädern gleichgestellt; dennoch gilt eine Führerausweispflicht der Kategorie M. Jedoch können Leicht-Motorfahrräder bei einem Mindestalter des Benutzers von 16 Jahren auch ohne Führerausweis gefahren werden. Eine Helmtragepflicht gilt für jene E-Bikes, die der Kategorie Motorfahrrad zugeordnet werden, für Leicht-Motorfahrräder wird lediglich eine Empfehlung ausgesprochen. Das Motorfahrrad („Mofa“) ist in Art. 175 VTS geregelt. Das Mindestalter zum Fahren eines Motorfahrrads beträgt nach Art. 6 VRV 14 Jahre.
Zuordnung von E-Bikes und Pedelecs zu den Kategorien Motorfahrrad und Leicht-Motorfahrrad:
Leicht-Motorfahrrad:
- Motorleistung: maximal 500 Watt
- bauartbedingte Höchstgeschwindigkeit: 20 km/h
- Höchstgeschwindigkeit mit Tretunterstützung: 25 km/h

Motorfahrrad:
- Motorleistung: zwischen 500 und 1000 Watt
- bauartbedingte Höchstgeschwindigkeit: 30 km/h
- Höchstgeschwindigkeit mit Tretunterstützung: 45 km/h

Elektrofahrräder mit drei Rädern gelten als Rikschas, sie bilden eine eigene Fahrzeugkategorie Elektro-Rikscha im Sinne Art. 14 VTS.

#### Ergänzungen ab April 2024
Ab 1. April 2024 müssen alle neuen E-Bikes mit einer Tretunterstützung bis 45 km/h mit einem Geschwindigkeitsmesser ausgerüstet sein, bestehende bis 1. April 2027 nachgerüstet. Die obligatorische Verwendung eines Tagfahrlichts gilt bereits seit 1. April 2022.
Eine tabellarische Zusammenfassung der Schweizer Regeln zu Elektrofahrrädern hat die bfu – Beratungsstelle für Unfallverhütung in ihrem bfu-Faktenblatt Nr. 4 herausgegeben.
Speziell sind die zulässigen Motorleistungen höher als in der EU-Richtlinie, nämlich 500 W mit Tretunterstützung bis zu 25 km/h. Bei S-Pedelecs mit Tretunterstützung bis zu 45 km/h sind bis 1000 W zulässig. Jedoch wird der Pedelec-Antrieb nicht explizit vorgeschrieben, sondern nur implizit vorausgesetzt zwischen 20 und 25 km/h respektive zwischen 30 und 45 km/h.

#### Ergänzungen ab Juli 2025
Ab Juli 2025 sind neue Vorschriften für die Schweiz in Kraft getreten: Die wichtigste dieser Änderungen ist die Einführung einer neuen dritten Kategorie der „schweren Motorfahrräder“, wodurch Cargo-E-Bikes mit Tretunterstützung bis 25 km/h nun bis zu 450 kg Gesamtgewicht haben dürfen. Außerdem wurde nun das hier zulässige Gewicht von Leichtmotorfahrrädern von 200 kg auf 250 kg erhöht.

### Europäische Union
„Fahrräder mit Trethilfe, die mit einem elektromotorischen Hilfsantrieb mit einer maximalen Nenndauerleistung von 0,25 kW [250 Watt] ausgestattet sind, dessen Unterstützung sich mit zunehmender Fahrzeuggeschwindigkeit progressiv verringert und beim Erreichen einer Geschwindigkeit von 25 km/h oder früher, wenn der Fahrer im Treten einhält, unterbrochen wird.“
werden explizit genannt in Art. 1 Abs. 1 lit. h) der „Richtlinie 2002/24/EG“, als eine von mehreren Ausnahmen, auf die die Richtlinie nicht anzuwenden ist. Nach Artikel 20 Absatz 3 „dürfen die Mitgliedstaaten die erstmalige Inbetriebnahme von Fahrzeugen, die die Vorschriften dieser Richtlinie erfuellen, nicht verbieten.“ Die Richtlinie trat gemäß Artikel 23 am 9. Mai 2002 in Kraft und war bis zum 9. Mai 2003 von den Mitgliedsstaaten nach Artikel 20 Absatz 1 in nationale Rechts- und Verwaltungsvorschriften umzusetzen.